# Dolichiscus pfefferi
Dolichiscus pfefferi är en kräftdjursart som beskrevs av Richardson 1913. Dolichiscus pfefferi ingår i släktet Dolichiscus och familjen Austrarcturellidae. Inga underarter finns listade i Catalogue of Life.